# Російський провулок
Росі́йський провулок — зниклий провулок Києва. Пролягав від вулиці Юрія Литвинського до вулиці Юрія Шевельова.

## Історія
Виник у 1930-х роках під назвою Театральна вулиця. Назву Російський провулок отримав 1955 року. 
Ліквідований наприкінці 1970-х — на початку 1980-х років у зв'язку з частковим знесенням малоповерхової забудови Нової Дарниці.